# Lamothe-en-Blaisy
Lamothe-en-Blaisy era una comuna francesa situada en el departamento de Alto Marne, de la región de Gran Este, que el uno de enero de 2017 pasó a ser una comuna delegada de la comuna nueva de Colombey-les-Deux-Églises al fusionarse con la comuna de Colombey-les-Deux-Églises.

## Demografía
| Gráfica de evolución demográfica de Lamothe-en-Blaisy entre 1800 y 2014 |
|                                                                         |

Los datos demográficos contemplados en este gráfico de la comuna de Lamothe-en-Blaisy se han cogido de 1800 a 1999 de la página francesa EHESS/Cassini, y los demás datos de la página del INSEE.